# Pietro Pitati
Pietro Pitati (en latín, Petrus Pitatus) (1490-1567) fue un astrónomo y matemático italiano, autor de almanaques y de textos sobre la reforma del calendario. 

## Semblanza
Bernardino Baldi, en su Cronica de matematici (1707) cita a Pitati como un noble de Verona, alumno del monje benedictino Innocentio da Novara, que le enseñó matemáticas.
Se sabe que fue el autor de varios trabajos astronómicos y almanaques. Su Paschales atque nouiluniorum mensurni canones. De varia paschalis solemnitatis obseruatione...De Hebraica anni quantitate...Calendarium nouum cum noua aurei numeri positione, ortu quoque, & occasu stellarum fixarum (Venecia, marzo de 1537) es uno de los muchos intentos realizados en el siglo XVI para reformar el calendario y establecer correctamente, entre otras cosas, el día de Pascua. Este fue su primer trabajo.
Pitati también escribió otro libro que versa sobre la duración de los años solar y lunar, las estrellas fijas, y la reforma del calendario, titulado: Compendium . . . super annua solaris atque lunaris anni quantitate Paschalis item solennitatis juxta veteres ecclesiae canones recognitione Romanique calendarii instauratione deque vero Passionis Dominicae die ortu quoque et occasu stellarum fixarum, in tres divisum Tractatus. La propuesta de Pitati para la reforma del calendario defendió "la regla por la que tres de cada cuatro años múltiplos de cien fuesen normales (no bisiestos). Esta es [ahora] la regla gregoriana."
Compiló efemérides, a las que añadió suplementos sobre los años, como en Almanach nouum...Superadditis annis quinque supra ... Ephemeridas 1551. ad futurum Christi annum 1556. Isagogica in coelestem Astronomicam disciplinam ... Tractatus tres perbreues de Electionibus, Reuolutionibus annorum, & mutatione aeris. Item horariae tabulae per altitudinem solis in die, ac stellarum in nocte ad medium sexti climatis.(Venecia, 1542).
El matemático y astrónomo Giovanni Padovani fue alumno de Pitati.

## Eponimia
- El cráter lunar Pitatus lleva este nombre en su memoria.[6]